# NIFL Premiership
La NIFL Premiership —conocida como Sports Direct Premiership por motivos de patrocinio— es la máxima categoría de fútbol del sistema de ligas de Irlanda del Norte. La organiza desde 2013 la Liga de Fútbol de Irlanda del Norte (en inglés: NIFL, Northern Ireland Football League) tras suceder a la Asociación Irlandesa de Fútbol (IFA). 
La primera edición se disputó en la temporada 1890-91 como un campeonato representativo de toda la isla de Irlanda, de modo que esta liga es la tercera más antigua del mundo por detrás de Inglaterra y Escocia. A raíz de la división irlandesa en 1921, Irlanda del Norte permaneció como nación constituyente del Reino Unido y mantuvo el campeonato, mientras que en el resto de la isla se constituyó la actual República de Irlanda y se creó tanto una nueva federación como un sistema de ligas independiente. La liga norirlandesa mantuvo una división única hasta el establecimiento de ascensos y descensos en el año 1995-96. En 2008 la IFA llevó a cabo una reestructuración del torneo para profesionalizarlo, y en 2013 cedió las competencias organizativas a al NIFL.
El campeonato ha sido dominado históricamente por los equipos de Belfast, y tres clubes de la capital —Linfield F. C., Glentoran F. C. y Cliftonville F. C.— han disputado todas las ediciones desde su fundación.

## Historia

### Antecedentes (1889-1921)
El fútbol llegó a la isla de Irlanda en 1878 a través de un partido de exhibición entre dos equipos escoceses, el Queen's Park FC y el Caledonians FC, que se celebró en el campo de críquet de Ballynafeigh. Dos años después, el 18 de noviembre de 1880, se fundó en el Queens Hotel de Belfast la Asociación Irlandesa de Fútbol (IFA).
Después de organizar distintos partidos amistosos, la IFA puso en marcha el 9 de abril de 1881 su primer campeonato oficial, el torneo de Copa. También se disputó el primer partido oficial de la selección irlandesa frente a Inglaterra, con una abultada derrota por 13:0. Hubo que esperar a 1890 para que se iniciara la primera liga de fútbol, la Liga Irlandesa (Irish League), que en su primera temporada contó con ocho equipos —todos de la región del Úlster— y deparó al Linfield F. C. como primer campeón.
La liga irlandesa llegó a contar con equipos representativos de la región de Leinster en sus primeras ediciones, entre ellos el Shelbourne y el Bohemians. Sin embargo, la creación del Estado Libre Irlandés y la negativa de Irlanda del Norte a formar parte del mismo provocó que los equipos del sur de Irlanda creasen su propia federación —Asociación de Fútbol de Irlanda, FAI— y su propia liga independiente. De este modo, desde la temporada 1921/22 el campeonato original se quedó solo con equipos norirlandeses bajo el mandato de la IFA.

### Liga norirlandesa (1921-2008)
Tras la reanudación del campeonato al final de la Primera Guerra Mundial, hubo una intensa rivalidad entre los dos equipos más potentes de Belfast, el Linfield F. C. y el Belfast Celtic F. C., que se vio acrecentada por los enfrentamientos sectarios entre las comunidades protestante y católica respectivamente. En 1949 el Celtic abandonó la liga después de que la plantilla fuese agredida por los hinchas del Linfield en el derbi del Boxing Day. El campeonato siguió dominado por los clubes de Belfast y hubo que esperar a la temporada 1951-52 para que una entidad de otra ciudad, el Glenavon Football Club de Lurgan, se alzara con el título.
Al haber menos participantes y debido a las pocas jornadas de liga que se disputaban, la IFA mantuvo la organización de numerosos torneos nacionales como la City Cup de Belfast (1894-1976), la Gold Cup (1911-2011), la Copa Ulster (1948-1999) y la Floodlit Cup (1987-1998). Además, cada condado organizaba sus propios campeonatos. Las principales potencias en aquel periodo eran el Linfield y el Glentoran F. C., ambos de la capital. El campeonato se vio lastrado en la década de 1960 por el estallido del conflicto norirlandés, cuyo mayor exponente fue la caída de la asistencia a los estadios y la salida del Derry City F. C. en 1972, al no poder utilizar su estadio por motivos de seguridad. Doce años más tarde, el Derry City fue aceptado en la liga de la República de Irlanda.
El seguimiento de la nueva Premier League inglesa motivó un creciente desinterés del público norirlandés por su propio torneo, de modo que la IFA hizo cambios para intentar recuperar la atención. En la temporada 1995-96 se creó la Segunda División y se redujo el número de participantes en la máxima categoría, con un nuevo sistema de ascensos y descensos. La medida no funcionó y en el año 2003-04 la máxima categoría fue ampliada a 16 participantes bajo un nuevo formato, la Irish Premier League, de la que se celebraron cinco ediciones.

### Situación actual
En 2007, la IFA llevó a cabo una reestructuración del torneo profesional para la temporada 2008-09, con solo 12 clubes en la máxima categoría y un plan económico para renovar los estadios. La elección de los participantes no tuvo en cuenta solo los méritos deportivos, sino también otros aspectos como la solvencia financiera, las infraestructuras, el plan de negocio y la asistencia. La federación fue muy escrupulosa con los plazos, hasta el punto de que Portadown F. C. fue descendido por entregar la documentación minutos después del cierre de plazo. El primer campeón bajo el nuevo sistema fue el Glentoran F. C.
A partir de la temporada 2013-14, la organización cedió sus competencias organizativas a la Liga Profesional de Irlanda del Norte (NIFL), un nuevo organismo formado por los clubes participantes. Actualmente el sistema nacional está dividido en tres categorías: NIFL Premiership —primera división profesional—, NIFL Championship —semiprofesional— y NIFL Premier Intermediate —amateur—.

## Participantes
Un total de tres equipos han disputado todas las ediciones de la liga de Irlanda del Norte desde la temporada inaugural de 1889: el Linfield Football Club, el Glentoran Football Club y el Cliftonville Football & Athletic Club, todos ellos de Belfast.

### Temporada 2025-26
| Club                 | Estadio                | Ciudad        | Capacidad |
| -------------------- | ---------------------- | ------------- | --------- |
| Ballymena United     | Ballymena Showgrounds  | Ballymena     | 3600      |
| Bangor F.C.          | Clandeboye Park        | Bangor        | 1895      |
| Carrick Rangers F.C. | Loughshore Hotel Arena | Carrickfergus | 6000      |
| Cliftonville F.C.    | Solitude               | Belfast       | 3200      |
| Coleraine F.C.       | The Showgrounds        | Coleraine     | 2496      |
| Crusaders F.C.       | Seaview                | Belfast       | 3383      |
| Dungannon Swifts     | Stangmore Park         | Dungannon     | 5000      |
| Glenavon F.C.        | Mourneview Park        | Lurgan        | 4160      |
| Glentoran F.C.       | The Oval               | Belfast       | 6050      |
| Larne F.C.           | Inver Park             | Larne         | 3250      |
| Linfield F.C.        | Windsor Park           | Belfast       | 18 614    |
| Portadown F.C.       | Shamrock Park          | Portadown     | 2770      |

## Sistema de competición
La NIFL Premiership es organizada y regulada —conjuntamente con la NIFL Championship y la NIFL Premier Intermediate— por la Liga de Fútbol de Irlanda del Norte (en inglés: Northern Ireland Football League), cuyos miembros son los propios clubes participantes.  La competición consta de dos fases, participan doce equipos y cada temporada comienza en agosto para terminar en mayo del año siguiente.
En la liga regular, los doce equipos se enfrentan todos contra todos en tres ocasiones —dos en campo propio y otra en campo contrario, o viceversa— hasta sumar 33 jornadas. El orden de los encuentros se decide por sorteo antes de empezar la competición. Al término de esta etapa, los clubes mantienen su puntuación y son divididos en dos grupos: uno por el campeonato del primero al sexto clasificado, y otro por la permanencia del séptimo al duodécimo clasificado. En total cada club habrá disputado 38 encuentros.
La clasificación final se establece con arreglo a los puntos totales obtenidos por cada equipo al finalizar el campeonato. Los equipos obtienen tres puntos por cada partido ganado, un punto por cada empate y ningún punto por los partidos perdidos. Si al finalizar el campeonato dos equipos igualan a puntos, los mecanismos para desempatar la clasificación son los siguientes:
1. El que tenga una mayor diferencia entre goles a favor y en contra según el resultado de los partidos jugados entre ellos.
2. El que tenga la mayor diferencia de goles a favor teniendo en cuenta todos los obtenidos y recibidos en el transcurso de la competición.
3. El club que haya marcado más goles.

El equipo que más puntos sume en la última jornada será proclamado campeón de Liga y obtendrá el derecho automático a participar en la fase clasificatoria de la Liga de Campeones de la UEFA. Hay tres plazas en la fase clasificatoria de la Liga Europa Conferencia de la UEFA que son para el segundo clasificado, el campeón de la Copa de Irlanda del Norte, y el vencedor de una eliminatoria directa a partido único desde el tercero al sexto clasificado. El colista desciende directamente a NIFL Championship y es reemplazado por el campeón de dicha categoría, mientras que el penúltimo disputará una promoción a doble partido con el vencedor de la eliminatoria de ascenso.
Las cuestiones de justicia deportiva son competencia de la Asociación Irlandesa de Fútbol (IFA).

## Historial
Para ver todos los campeones desde la etapa inicial, véase Historial de la NIFL Premiership
Desde la creación de la liga irlandesa en 1890, un total de 46 equipos diferentes han participado en al menos una edición. El torneo estuvo abierto a todos los clubes de la isla hasta que en 1921 se produjo la partición de Irlanda.
| Temporada        | Campeón            | Subcampeón         | Tercero            | Máximo goleador                | Club                               | Goles           |
| IFA Premiership  | IFA Premiership    | IFA Premiership    | IFA Premiership    | IFA Premiership                | IFA Premiership                    | IFA Premiership |
| ---------------- | ------------------ | ------------------ | ------------------ | ------------------------------ | ---------------------------------- | --------------- |
| 2008-09          | Glentoran F. C.    | Linfield F. C.     | Crusaders F. C.    | Curtis Allen                   | Lisburn Distillery                 | 19              |
| 2009-10          | Linfield F. C.     | Cliftonville F. C. | Glentoran F. C.    | Rory Patterson                 | Coleraine F. C.                    | 30              |
| 2010-11          | Linfield F. C.     | Crusaders F. C.    | Glentoran F. C.    | Peter Thompson                 | Linfield F. C.                     | 23              |
| 2011-12          | Linfield F. C.     | Portadown F. C.    | Cliftonville F. C. | Gary McCutcheon                | Ballymena United                   | 27              |
| 2012-13          | Cliftonville F. C. | Crusaders F. C.    | Linfield F. C.     | Liam Boyce                     | Cliftonville F. C.                 | 29              |
| NIFL Premiership |                    |                    |                    |                                |                                    |                 |
| 2013-14          | Cliftonville F. C. | Linfield F. C.     | Crusaders F. C.    | Joe Gormley                    | Cliftonville F. C.                 | 27              |
| 2014-15          | Crusaders F. C.    | Linfield F. C.     | Glenavon F. C.     | Joe Gormley                    | Cliftonville F. C.                 | 31              |
| 2015-16          | Crusaders F. C.    | Linfield F. C.     | Glenavon F. C.     | Paul Heatley Andrew Waterworth | Crusaders F. C.                    | 22              |
| 2016-17          | Linfield F. C.     | Crusaders F. C.    | Coleraine F. C.    | Andrew Mitchell                | Dungannon Swifts                   | 25              |
| 2017-18          | Crusaders F. C.    | Coleraine F. C.    | Glenavon F. C.     | Joe Gormley                    | Cliftonville F. C.                 | 24              |
| 2018-19          | Linfield F. C.     | Ballymena United   | Glenavon F. C.     | Joe Gormley                    | Cliftonville F. C.                 | 20              |
| 2019-20          | Linfield F. C.     | Coleraine F. C.    | Crusaders F. C.    | Joe Gormley                    | Cliftonville F. C.                 | 18              |
| 2020-21          | Linfield F. C.     | Coleraine F. C.    | Glentoran F. C.    | Shayne Lavery                  | Linfield F. C.                     | 23              |
| 2021-22          | Linfield F. C.     | Cliftonville F. C. | Glentoran F. C.    | Jay Donnelly                   | Glentoran F. C.                    | 23              |
| 2022-23          | Larne F. C.        | Linfield F. C.     | Cliftonville F. C. | Matthew Shevlin                | Coleraine F. C.                    | 23              |
| 2023-24          | Larne F. C.        | Linfield F. C.     | Cliftonville F. C. | Andy Ryan                      | Larne F. C.                        | 24              |
| 2024-25          | Linfield F. C.     | Larne F. C.        | Cliftonville F. C. | Joe Gormley Matthew Shevlin    | Cliftonville F. C. Coleraine F. C. | 20              |

### Palmarés
El siguiente palmarés solo recoge los campeones norirlandeses desde la creación en la temporada 2008-09 de la IFA Premiership, posteriormente convertida en la NIFL Premiership. El Linfield Football Club de Belfast es el club más laureado.
| Club               | Títulos | Subcampeonatos | Años de los campeonatos                              |
| ------------------ | ------- | -------------- | ---------------------------------------------------- |
| Linfield F. C.     | 9       | 5              | 2010, 2011, 2012, 2017, 2019, 2020, 2021, 2022, 2025 |
| Crusaders F. C.    | 3       | 3              | 2015, 2016, 2018                                     |
| Cliftonville F. C. | 2       | 2              | 2013, 2014                                           |
| Larne F. C.        | 2       | 1              | 2023, 2024                                           |
| Glentoran F. C.    | 1       | -              | 2009                                                 |

### Palmarés histórico
Si se suman todos los títulos desde la celebración del primer campeonato de liga en la temporada 1890-91, el equipo más laureado sigue siendo el Linfield Football Club. A lo largo de su historia ha habido doce campeones nacionales. Desde la instauración de la liga, solamente ha habido diez ediciones en las que el campeón provino de una ciudad distinta a Belfast. El primer equipo en conseguirlo fue el Glenavon Football Club en 1951-52, mientras que el último ha sido el Portadown Football Club en 2001-02.
Nota: indicados en negrita los campeonatos de la NIFL Premiership, así como los equipos que siguen existiendo.
| Club               | Títulos | Subcampeonatos | Años de los campeonatos |
| ------------------ | ------- | -------------- | --- |
| Linfield F. C.     | 57      | 24             | 1890–91, 1891–92, 1892–93, 1894–95, 1897–98, 1901–02, 1903–04, 1906–07, 1907–08, 1908–09, 1910–11, 1913–14, 1921–22, 1922–23, 1929–30, 1931–32, 1933–34, 1934–35, 1948–49, 1949–50, 1953–54, 1954–55, 1955–56, 1958–59, 1960–61, 1961–62, 1965–66, 1968–69, 1970–71, 1974–75, 1977–78, 1978–79, 1979–80, 1981–82, 1982–83, 1983–84, 1984–85, 1985–86, 1986–87, 1988–89, 1992–93, 1993–94, 1999–00, 2000–01, 2003–04, 2005–06, 2006–07, 2007–08, 2009–10, 2010–11, 2011–12, 2016–17, 2018–19, 2019–20, 2020-21, 2021-22, 2024-25 |
| Glentoran F. C.    | 23      | 23             | 1893–94, 1896–97, 1904–05, 1911–12, 1912–13, 1920–21, 1924–25, 1930–31, 1950–51, 1952–53, 1963–64, 1966–67, 1967–68, 1969–70, 1971–72, 1976–77, 1980–81, 1987–88, 1991–92, 1998–99, 2002–03, 2004–05, 2008–09 |
| Belfast Celtic †   | 14      | 4              | 1899–00, 1914–15, 1919–20, 1925–26, 1926–27, 1927–28, 1928–29, 1932–33, 1935–36, 1936–37, 1937–38, 1938–39, 1939–40, 1947–48 |
| Crusaders F. C.    | 7       | 5              | 1972–73, 1975–76, 1994–95, 1996–97, 2014–15, 2015–16, 2017–18 |
| Lisburn Distillery | 6       | 8              | 1895–96, 1898–99, 1900–01, 1902–03, 1905–06, 1962–63 |
| Cliftonville F. C. | 5       | 7              | 1905–06, 1909–10, 1997–98, 2012–13, 2013–14 |
| Portadown F. C.    | 4       | 10             | 1989–90, 1990–91, 1995–96, 2001–02 |
| Glenavon F. C.     | 3       | 10             | 1951–52, 1956–57, 1959–60 |
| Larne F. C.        | 2       | 1              | 2022-23, 2023-24 |
| Coleraine F. C.    | 1       | 12             | 1973–74 |
| Derry City F. C. ‡ | 1       | 7              | 1964-65 |
| Queen's Island †   | 1       | 3              | 1923-24 |
| Ards F. C.         | 1       | 1              | 1957-58 |

- † Equipo desaparecido.
- ‡ El equipo compite actualmente en el sistema de ligas de la República de Irlanda.